# Brett Emerton
Brett Michael Emerton (Sydney, 22 febbraio 1979) è un ex calciatore australiano, di ruolo centrocampista.

## Carriera
Ha giocato in Australia, al Sydney Olympic, e al Feyenoord, nei Paesi Bassi dove vinse anche la Coppa UEFA 2001-2002, prima di andare al Blackburn nel (2003), squadra inglese con cui nel 2006 ha rinnovato il contratto, fino al 2010. Nel 2002 è stato nominato calciatore oceaniano dell'anno. Il 16 gennaio 2014 si ritira dal calcio giocato per problemi fisici.

### Nazionale
Viene convocato per l'Asian Cup 2011. Il 25 gennaio segna il suo diciottesimo gol con la maglia della nazionale durante la semifinale della Coppa d'Asia 2011 contro l'Uzbekistan (6-0).

## Statistiche

### Presenze e reti nei club
Statistiche aggiornate al termine della carriera da calciatore.
| Stagione              | Squadra               | Campionato            | Campionato | Campionato | Coppe nazionali | Coppe nazionali | Coppe nazionali | Coppe continentali | Coppe continentali | Coppe continentali | Altre coppe | Altre coppe | Altre coppe | Totale | Totale |
| Stagione              | Squadra               | Comp                  | Pres       | Reti       | Comp            | Pres            | Reti            | Comp               | Pres               | Reti               | Comp        | Pres        | Reti        | Pres   | Reti   |
| --------------------- | --------------------- | --------------------- | ---------- | ---------- | --------------- | --------------- | --------------- | ------------------ | ------------------ | ------------------ | ----------- | ----------- | ----------- | ------ | ------ |
| 1996-1997             | Sydney Olympic        | NSL                   | 18         | 2          |                 | -               | -               |                    | -                  | -                  |             | -           | -           | 18     | 2      |
| 1997-1998             | Sydney Olympic        | NSL                   | 24         | 3          |                 | -               | -               |                    | -                  | -                  |             | -           | -           | 24     | 3      |
| 1998-1999             | Sydney Olympic        | NSL                   | 21         | 2          |                 | -               | -               |                    | -                  | -                  |             | -           | -           | 21     | 2      |
| 1999-2000             | Sydney Olympic        | NSL                   | 31         | 9          |                 | -               | -               |                    | -                  | -                  |             | -           | -           | 31     | 9      |
| Totale Sydney Olympic | Totale Sydney Olympic | Totale Sydney Olympic | 94         | 16         |                 | -               | -               |                    | -                  | -                  |             | -           | -           | 94     | 16     |
| 2000-2001             | Feyenoord             | ED                    | 28         | 2          | CO              | 3               | 1               | UCL+CU             | 1+4                | 0                  |             | -           | -           | 36     | 3      |
| 2001-2002             | Feyenoord             | ED                    | 31         | 6          | CO              | 1               | 0               | UCL+CU             | 6+6                | 0                  |             | -           | -           | 44     | 6      |
| 2002-2003             | Feyenoord             | ED                    | 33         | 3          | CO              | 3               | 0               | UCL                | 8                  | 0                  | SU          | 1           | 0           | 45     | 3      |
| Totale Feyenoord      | Totale Feyenoord      | Totale Feyenoord      | 92         | 11         |                 | 7               | 1               |                    | 25                 | 0                  |             | 1           | 0           | 125    | 12     |
| 2003-2004             | Blackburn             | PL                    | 37         | 2          | FACup+CdL       | 0+1             | 0               | CU                 | 2                  | 1                  |             | -           | -           | 40     | 3      |
| 2004-2005             | Blackburn             | PL                    | 37         | 4          | FACup+CdL       | 6+1             | 0+1             |                    | -                  | -                  |             | -           | -           | 44     | 5      |
| 2005-2006             | Blackburn             | PL                    | 30         | 1          | FACup+CdL       | 1+6             | 0+1             |                    | -                  | -                  |             | -           | -           | 37     | 2      |
| 2006-2007             | Blackburn             | PL                    | 34         | 0          | FACup+CdL       | 6+1             | 0               | CU                 | 6                  | 0                  |             | -           | -           | 47     | 0      |
| 2007-2008             | Blackburn             | PL                    | 33         | 1          | FACup+CdL       | 1+2             | 0               | CU                 | 4                  | 0                  |             | -           | -           | 40     | 1      |
| 2008-2009             | Blackburn             | PL                    | 20         | 1          | FACup+CdL       | 0+1             | 0+2             |                    | -                  | -                  |             | -           | -           | 21     | 3      |
| 2009-2010             | Blackburn             | PL                    | 24         | 0          | FACup+CdL       | 0+5             | 0+2             |                    | -                  | -                  |             | -           | -           | 29     | 2      |
| 2010-2011             | Blackburn             | PL                    | 30         | 4          | FACup+CdL       | 0+2             | 0               |                    | -                  | -                  |             | -           | -           | 32     | 4      |
| lug.-ago. 2011        | Blackburn             | PL                    | 2          | 0          | FACup+CdL       | 0+1             | 0               |                    | -                  | -                  |             | -           | -           | 3      | 0      |
| Totale Blackburn      | Totale Blackburn      | Totale Blackburn      | 247        | 13         |                 | 34              | 6               |                    | 12                 | 1                  |             | -           | -           | 293    | 19     |
| 2011-2012             | Sydney FC             | AL                    | 26         | 4          |                 | -               | -               |                    | -                  | -                  |             | -           | -           | 26     | 4      |
| 2012-2013             | Sydney FC             | AL                    | 31         | 3          |                 | -               | -               |                    | -                  | -                  |             | -           | -           | 31     | 3      |
| Totale Sydney FC      | Totale Sydney FC      | Totale Sydney FC      | 57         | 7          |                 | -               | -               |                    | -                  | -                  |             | -           | -           | 57     | 7      |
| Totale Feyenoord      | Totale Feyenoord      | Totale Feyenoord      | 492        | 47         |                 | 41              | 7               |                    | 37                 | 1                  |             | 1           | 0           | 571    | 55     |

### Cronologia presenze e reti subite in nazionale
| Cronologia completa delle presenze e delle reti in nazionale ― Australia | Cronologia completa delle presenze e delle reti in nazionale ― Australia | Cronologia completa delle presenze e delle reti in nazionale ― Australia | Cronologia completa delle presenze e delle reti in nazionale ― Australia | Cronologia completa delle presenze e delle reti in nazionale ― Australia | Cronologia completa delle presenze e delle reti in nazionale ― Australia | Cronologia completa delle presenze e delle reti in nazionale ― Australia | Cronologia completa delle presenze e delle reti in nazionale ― Australia |
| Data                                                                     | Città                                                                    | In casa                                                                  | Risultato                                                                | Ospiti                                                                   | Competizione                                                             | Reti                                                                     | Note                                                                     |
| ------------------------------------------------------------------------ | ------------------------------------------------------------------------ | ------------------------------------------------------------------------ | ------------------------------------------------------------------------ | ------------------------------------------------------------------------ | ------------------------------------------------------------------------ | ------------------------------------------------------------------------ | ------------------------------------------------------------------------ |
| 7-2-1998                                                                 | Melbourne                                                                | Australia                                                                | 0 – 1                                                                    | Cile                                                                     | Amichevole                                                               | -                                                                        | 75’                                                                      |
| 11-2-1998                                                                | Sydney                                                                   | Australia                                                                | 0 – 1                                                                    | Corea del Sud                                                            | Amichevole                                                               | -                                                                        |                                                                          |
| 15-2-1998                                                                | Adelaide                                                                 | Australia                                                                | 0 – 3                                                                    | Giappone                                                                 | Amichevole                                                               | -                                                                        |                                                                          |
| 6-6-1998                                                                 | Zagabria                                                                 | Croazia                                                                  | 7 – 0                                                                    | Australia                                                                | Amichevole                                                               | -                                                                        |                                                                          |
| 5-11-1998                                                                | San Jose                                                                 | Stati Uniti                                                              | 0 – 0                                                                    | Australia                                                                | Amichevole                                                               | -                                                                        |                                                                          |
| 9-6-2000                                                                 | Sydney                                                                   | Australia                                                                | 0 – 0                                                                    | Paraguay                                                                 | Amichevole                                                               | -                                                                        |                                                                          |
| 12-6-2000                                                                | Brisbane                                                                 | Australia                                                                | 0 – 0                                                                    | Paraguay                                                                 | Amichevole                                                               | -                                                                        | 67’                                                                      |
| 15-6-2000                                                                | Melbourne                                                                | Australia                                                                | 2 – 1                                                                    | Paraguay                                                                 | Amichevole                                                               | -                                                                        |                                                                          |
| 19-6-2000                                                                | Papeete                                                                  | Australia                                                                | 17 – 0                                                                   | Isole Cook                                                               | Coppa d'Oceania 2000 - 1º turno                                          | -                                                                        | 46’                                                                      |
| 23-6-2000                                                                | Papeete                                                                  | Australia                                                                | 6 – 0                                                                    | Isole Salomone                                                           | Coppa d'Oceania 2000 - 1º turno                                          | -                                                                        |                                                                          |
| 25-6-2000                                                                | Papeete                                                                  | Australia                                                                | 1 – 0                                                                    | Vanuatu                                                                  | Coppa d'Oceania 2000 - Semifinale                                        | -                                                                        |                                                                          |
| 28-6-2000                                                                | Papeete                                                                  | Australia                                                                | 2 – 0                                                                    | Nuova Zelanda                                                            | Coppa d'Oceania 2000 - Finale                                            | -                                                                        |                                                                          |
| 4-10-2000                                                                | Dubai                                                                    | Kuwait                                                                   | 0 – 1                                                                    | Australia                                                                | Amichevole                                                               | -                                                                        |                                                                          |
| 7-10-2000                                                                | Dubai                                                                    | Corea del Sud                                                            | 4 – 2                                                                    | Australia                                                                | Amichevole                                                               | -                                                                        | 75’                                                                      |
| 15-11-2000                                                               | Glasgow                                                                  | Scozia                                                                   | 0 – 2                                                                    | Australia                                                                | Amichevole                                                               | 1                                                                        |                                                                          |
| 1-6-2001                                                                 | Taegu                                                                    | Australia                                                                | 1 – 0                                                                    | Francia                                                                  | Conf. Cup 2001 - 1º turno                                                | -                                                                        |                                                                          |
| 3-6-2001                                                                 | Taegu                                                                    | Corea del Sud                                                            | 1 – 0                                                                    | Australia                                                                | Conf. Cup 2001 - 1º turno                                                | -                                                                        |                                                                          |
| 20-6-2001                                                                | Auckland                                                                 | Nuova Zelanda                                                            | 0 – 2                                                                    | Australia                                                                | Qual. Mondiali 2002                                                      | 2                                                                        |                                                                          |
| 24-6-2001                                                                | Sydney                                                                   | Australia                                                                | 4 – 1                                                                    | Nuova Zelanda                                                            | Qual. Mondiali 2002                                                      | 1                                                                        | 34’                                                                      |
| 11-11-2001                                                               | Melbourne                                                                | Australia                                                                | 1 – 1                                                                    | Francia                                                                  | Amichevole                                                               | -                                                                        |                                                                          |
| 20-11-2001                                                               | Melbourne                                                                | Australia                                                                | 1 – 0                                                                    | Uruguay                                                                  | Qual. Mondiali 2002                                                      | -                                                                        |                                                                          |
| 25-11-2001                                                               | Montevideo                                                               | Uruguay                                                                  | 3 – 0                                                                    | Australia                                                                | Qual. Mondiali 2002                                                      | -                                                                        |                                                                          |
| 12-2-2003                                                                | Londra                                                                   | Inghilterra                                                              | 1 – 3                                                                    | Australia                                                                | Amichevole                                                               | 1                                                                        |                                                                          |
| 19-8-2003                                                                | Dublino                                                                  | Irlanda                                                                  | 2 – 1                                                                    | Australia                                                                | Amichevole                                                               | -                                                                        |                                                                          |
| 30-3-2004                                                                | Londra                                                                   | Australia                                                                | 1 – 0                                                                    | Sudafrica                                                                | Amichevole                                                               | -                                                                        | 75’                                                                      |
| 21-5-2004                                                                | Sydney                                                                   | Australia                                                                | 1 – 3                                                                    | Turchia                                                                  | Amichevole                                                               | -                                                                        | 24’                                                                      |
| 24-5-2004                                                                | Melbourne                                                                | Australia                                                                | 0 – 1                                                                    | Turchia                                                                  | Amichevole                                                               | -                                                                        | 85’                                                                      |
| 29-5-2004                                                                | Adelaide                                                                 | Australia                                                                | 1 – 0                                                                    | Nuova Zelanda                                                            | Coppa d'Oceania 2004 - 2º turno                                          | -                                                                        | [ 5 ]                                                                    |
| 2-6-2004                                                                 | Adelaide                                                                 | Australia                                                                | 6 – 1                                                                    | Figi                                                                     | Coppa d'Oceania 2004 - 2º turno                                          | -                                                                        | 33’ 46’                                                                  |
| 4-6-2004                                                                 | Adelaide                                                                 | Australia                                                                | 3 – 0                                                                    | Vanuatu                                                                  | Coppa d'Oceania 2004 - 2º turno                                          | 1                                                                        | [ 5 ]                                                                    |
| 6-6-2004                                                                 | Adelaide                                                                 | Australia                                                                | 2 – 2                                                                    | Isole Salomone                                                           | Coppa d'Oceania 2004 - 2º turno                                          | 1                                                                        | [ 5 ]                                                                    |
| 9-10-2004                                                                | Honiara                                                                  | Isole Salomone                                                           | 1 – 5                                                                    | Australia                                                                | Coppa d'Oceania 2004 - Finale                                            | 1                                                                        | 60’                                                                      |
| 12-10-2004                                                               | Sydney                                                                   | Australia                                                                | 6 – 0                                                                    | Isole Salomone                                                           | Coppa d'Oceania 2004 - Finale                                            | 1                                                                        | [ 5 ]                                                                    |
| 16-11-2004                                                               | Londra                                                                   | Australia                                                                | 2 – 2                                                                    | Norvegia                                                                 | Amichevole                                                               | -                                                                        | 77’                                                                      |
| 9-2-2005                                                                 | Durban                                                                   | Sudafrica                                                                | 1 – 1                                                                    | Australia                                                                | Amichevole                                                               | -                                                                        | 67’                                                                      |
| 26-3-2005                                                                | Sydney                                                                   | Australia                                                                | 2 – 1                                                                    | Iraq                                                                     | Amichevole                                                               | -                                                                        | 71’                                                                      |
| 29-3-2005                                                                | Perth                                                                    | Australia                                                                | 3 – 0                                                                    | Indonesia                                                                | Amichevole                                                               | -                                                                        | 46’                                                                      |
| 9-6-2005                                                                 | Londra                                                                   | Australia                                                                | 1 – 0                                                                    | Nuova Zelanda                                                            | Amichevole                                                               | -                                                                        | 75’                                                                      |
| 15-6-2005                                                                | Francoforte                                                              | Germania                                                                 | 4 – 3                                                                    | Australia                                                                | Conf. Cup 2005 - 1º turno                                                | -                                                                        |                                                                          |
| 18-6-2005                                                                | Norimberga                                                               | Australia                                                                | 2 – 4                                                                    | Argentina                                                                | Conf. Cup 2005 - 1º turno                                                | -                                                                        | 43’                                                                      |
| 3-9-2005                                                                 | Sydney                                                                   | Australia                                                                | 7 – 0                                                                    | Isole Salomone                                                           | Qual. Mondiali 2006                                                      | 1                                                                        |                                                                          |
| 6-9-2005                                                                 | Perth                                                                    | Isole Salomone                                                           | 1 – 2                                                                    | Australia                                                                | Qual. Mondiali 2006                                                      | 1                                                                        |                                                                          |
| 9-10-2005                                                                | Londra                                                                   | Australia                                                                | 5 – 0                                                                    | Giamaica                                                                 | Amichevole                                                               | -                                                                        | 71’                                                                      |
| 12-11-2005                                                               | Montevideo                                                               | Uruguay                                                                  | 1 – 0                                                                    | Australia                                                                | Qual. Mondiali 2006                                                      | -                                                                        |                                                                          |
| 16-11-2005                                                               | Sydney                                                                   | Australia                                                                | 1 – 0 dts (4 – 2 dtr)                                                    | Uruguay                                                                  | Qual. Mondiali 2006                                                      | -                                                                        | 110’                                                                     |
| 25-5-2006                                                                | Melbourne                                                                | Australia                                                                | 1 – 0                                                                    | Grecia                                                                   | Amichevole                                                               | -                                                                        |                                                                          |
| 4-6-2006                                                                 | Rotterdam                                                                | Paesi Bassi                                                              | 1 – 1                                                                    | Australia                                                                | Amichevole                                                               | -                                                                        |                                                                          |
| 7-6-2006                                                                 | Ulma                                                                     | Liechtenstein                                                            | 1 – 3                                                                    | Australia                                                                | Amichevole                                                               | -                                                                        |                                                                          |
| 12-6-2006                                                                | Kaiserslautern                                                           | Australia                                                                | 3 – 1                                                                    | Giappone                                                                 | Mondiali 2006 - 1º turno                                                 | -                                                                        |                                                                          |
| 18-6-2006                                                                | Monaco                                                                   | Brasile                                                                  | 2 – 0                                                                    | Australia                                                                | Mondiali 2006 - 1º turno                                                 | -                                                                        | 13’                                                                      |
| 22-6-2006                                                                | Stoccarda                                                                | Croazia                                                                  | 2 – 2                                                                    | Australia                                                                | Mondiali 2006 - 1º turno                                                 | -                                                                        | 80’, 85’                                                                 |
| 7-10-2006                                                                | Brisbane                                                                 | Australia                                                                | 1 – 1                                                                    | Paraguay                                                                 | Amichevole                                                               | -                                                                        |                                                                          |
| 11-10-2006                                                               | Sydney                                                                   | Australia                                                                | 2 – 0                                                                    | Bahrein                                                                  | Qual. Coppa d'Asia 2007                                                  | -                                                                        |                                                                          |
| 14-11-2006                                                               | Londra                                                                   | Australia                                                                | 1 – 1                                                                    | Ghana                                                                    | Amichevole                                                               | -                                                                        |                                                                          |
| 6-2-2007                                                                 | Londra                                                                   | Australia                                                                | 1 – 3                                                                    | Danimarca                                                                | Amichevole                                                               | 1                                                                        |                                                                          |
| 2-6-2007                                                                 | Sydney                                                                   | Australia                                                                | 1 – 2                                                                    | Uruguay                                                                  | Amichevole                                                               | -                                                                        | Ammonizione                                                              |
| 30-6-2007                                                                | Singapore                                                                | Singapore                                                                | 0 – 3                                                                    | Australia                                                                | Amichevole                                                               | -                                                                        |                                                                          |
| 8-7-2007                                                                 | Bangkok                                                                  | Australia                                                                | 1 – 1                                                                    | Oman                                                                     | Coppa d'Asia 2007 - 1º turno                                             | -                                                                        | 18’                                                                      |
| 13-7-2007                                                                | Bangkok                                                                  | Iraq                                                                     | 3 – 1                                                                    | Australia                                                                | Coppa d'Asia 2007 - 1º turno                                             | -                                                                        |                                                                          |
| 16-7-2007                                                                | Bangkok                                                                  | Thailandia                                                               | 0 – 4                                                                    | Australia                                                                | Coppa d'Asia 2007 - 1º turno                                             | -                                                                        |                                                                          |
| 21-7-2007                                                                | Hanoi                                                                    | Giappone                                                                 | 1 – 1 dts (4 – 3 dtr)                                                    | Australia                                                                | Coppa d'Asia 2007 - Quarti di finale                                     | -                                                                        |                                                                          |
| 17-11-2007                                                               | Londra                                                                   | Australia                                                                | 1 – 0                                                                    | Nigeria                                                                  | Amichevole                                                               | -                                                                        |                                                                          |
| 6-2-2008                                                                 | Melbourne                                                                | Australia                                                                | 3 – 0                                                                    | Qatar                                                                    | Qual. Mondiali 2010                                                      | -                                                                        |                                                                          |
| 1-6-2008                                                                 | Brisbane                                                                 | Australia                                                                | 1 – 0                                                                    | Iraq                                                                     | Qual. Mondiali 2010                                                      | -                                                                        |                                                                          |
| 7-6-2008                                                                 | Dubai                                                                    | Iraq                                                                     | 1 – 0                                                                    | Australia                                                                | Qual. Mondiali 2010                                                      | -                                                                        |                                                                          |
| 14-6-2008                                                                | Doha                                                                     | Qatar                                                                    | 1 – 3                                                                    | Australia                                                                | Qual. Mondiali 2010                                                      | 2                                                                        |                                                                          |
| 6-9-2008                                                                 | Eindhoven                                                                | Paesi Bassi                                                              | 1 – 2                                                                    | Australia                                                                | Amichevole                                                               | -                                                                        | 46’                                                                      |
| 10-9-2008                                                                | Tashkent                                                                 | Uzbekistan                                                               | 0 – 1                                                                    | Australia                                                                | Qual. Mondiali 2010                                                      | -                                                                        |                                                                          |
| 15-10-2008                                                               | Brisbane                                                                 | Australia                                                                | 4 – 0                                                                    | Qatar                                                                    | Qual. Mondiali 2010                                                      | 2                                                                        | 61’ 86’                                                                  |
| 10-10-2009                                                               | Sydney                                                                   | Australia                                                                | 0 – 0                                                                    | Paesi Bassi                                                              | Amichevole                                                               | -                                                                        | 46’                                                                      |
| 14-10-2009                                                               | Melbourne                                                                | Australia                                                                | 1 – 0                                                                    | Oman                                                                     | Qual. Coppa d'Asia 2011                                                  | -                                                                        |                                                                          |
| 14-11-2009                                                               | Mascate                                                                  | Oman                                                                     | 1 – 2                                                                    | Australia                                                                | Qual. Coppa d'Asia 2011                                                  | 1                                                                        |                                                                          |
| 13-6-2010                                                                | Durban                                                                   | Germania                                                                 | 4 – 0                                                                    | Australia                                                                | Mondiali 2010 - 1º turno                                                 | -                                                                        | 74’                                                                      |
| 19-6-2010                                                                | Rustenburg                                                               | Ghana                                                                    | 1 – 1                                                                    | Australia                                                                | Mondiali 2010 - 1º turno                                                 | -                                                                        |                                                                          |
| 23-6-2010                                                                | Nelspruit                                                                | Australia                                                                | 2 – 1                                                                    | Serbia                                                                   | Mondiali 2010 - 1º turno                                                 | -                                                                        | 67’                                                                      |
| 3-9-2010                                                                 | San Gallo                                                                | Svizzera                                                                 | 0 – 0                                                                    | Australia                                                                | Amichevole                                                               | -                                                                        |                                                                          |
| 7-9-2010                                                                 | Cracovia                                                                 | Polonia                                                                  | 1 – 2                                                                    | Australia                                                                | Amichevole                                                               | -                                                                        | 30’ , 71’                                                                |
| 17-11-2010                                                               | Il Cairo                                                                 | Egitto                                                                   | 3 – 0                                                                    | Australia                                                                | Amichevole                                                               | -                                                                        | 34’                                                                      |
| 10-1-2011                                                                | Doha                                                                     | India                                                                    | 0 – 4                                                                    | Australia                                                                | Coppa d'Asia 2011 - 1º turno                                             | -                                                                        | 77’                                                                      |
| 14-1-2011                                                                | Doha                                                                     | Australia                                                                | 1 – 1                                                                    | Corea del Sud                                                            | Coppa d'Asia 2011 - 1º turno                                             | -                                                                        | 29’                                                                      |
| 18-1-2011                                                                | Doha                                                                     | Australia                                                                | 1 – 0                                                                    | Bahrein                                                                  | Coppa d'Asia 2011 - 1º turno                                             | -                                                                        | 42’                                                                      |
| 25-1-2011                                                                | Doha                                                                     | Uzbekistan                                                               | 0 – 6                                                                    | Australia                                                                | Coppa d'Asia 2011 - Semifinale                                           | 1                                                                        | 62’                                                                      |
| 29-1-2011                                                                | Doha                                                                     | Australia                                                                | 0 – 1 dts                                                                | Giappone                                                                 | Coppa d'Asia 2011 - Finale                                               | -                                                                        | 65’                                                                      |
| 29-3-2011                                                                | Mönchengladbach                                                          | Germania                                                                 | 1 – 2                                                                    | Australia                                                                | Amichevole                                                               | -                                                                        |                                                                          |
| 5-6-2011                                                                 | Adelaide                                                                 | Australia                                                                | 3 – 0                                                                    | Nuova Zelanda                                                            | Amichevole                                                               | -                                                                        | 46’                                                                      |
| 7-6-2011                                                                 | Melbourne                                                                | Australia                                                                | 0 – 0                                                                    | Serbia                                                                   | Amichevole                                                               | -                                                                        | 46’                                                                      |
| 10-8-2011                                                                | Cardiff                                                                  | Galles                                                                   | 1 – 2                                                                    | Australia                                                                | Amichevole                                                               | -                                                                        | 57’                                                                      |
| 2-9-2011                                                                 | Brisbane                                                                 | Australia                                                                | 2 – 1                                                                    | Thailandia                                                               | Qual. Mondiali 2014                                                      | -                                                                        | 74’                                                                      |
| 6-9-2011                                                                 | Riyad                                                                    | Arabia Saudita                                                           | 1 – 3                                                                    | Australia                                                                | Qual. Mondiali 2014                                                      | -                                                                        |                                                                          |
| 11-11-2011                                                               | Mascate                                                                  | Oman                                                                     | 1 – 0                                                                    | Australia                                                                | Qual. Mondiali 2014                                                      | -                                                                        | 74’                                                                      |
| 15-11-2011                                                               | Bangkok                                                                  | Thailandia                                                               | 0 – 1                                                                    | Australia                                                                | Qual. Mondiali 2014                                                      | -                                                                        | 82’                                                                      |
| 29-2-2012                                                                | Melbourne                                                                | Australia                                                                | 4 – 2                                                                    | Arabia Saudita                                                           | Qual. Mondiali 2014                                                      | 1                                                                        |                                                                          |
| 3-12-2012                                                                | Mong Kok                                                                 | Hong Kong                                                                | 0 – 1                                                                    | Australia                                                                | Amichevole                                                               | 1                                                                        | Cap. 53’ 81’                                                             |
| 5-12-2012                                                                | Mong Kok                                                                 | Corea del Nord                                                           | 1 – 1                                                                    | Australia                                                                | Amichevole                                                               | -                                                                        | Cap.                                                                     |
| 9-12-2012                                                                | Mong Kok                                                                 | Australia                                                                | 8 – 0                                                                    | Taiwan                                                                   | Amichevole                                                               | -                                                                        | Cap.                                                                     |
| Totale                                                                   |                                                                          | Presenze (5º posto)                                                      | 95                                                                       |                                                                          | Reti (7º posto)                                                          | 20                                                                       |                                                                          |

## Palmarès

### Club
- Coppa UEFA: 1

Feyenoord: 2001-2002

### Nazionale
- Coppa d'Oceania: 2

2000, 2004

### Individuale
- Calciatore dell'Oceania dell'anno: 1

2002